# منتخب زيمبابوي تحت 17 سنة لكرة القدم
منتخب زيمبابوي تحت 17 سنة لكرة القدم هو ممثل زيمبابوي الرسمي في المنافسات الدولية في كرة القدم تحت 17 سنة.